# Морган Фриман
Морган Фриман (енгл. Morgan Freeman) амерички је глумац, наратор и редитељ, рођен 1. јуна 1937. у Мемфису у САД. Имао је бројне номинације за Академијине награде, за своје улоге у филмовима: Ноћ и дан макроа, Возећи госпођицу Дејзи, Бекство из Шошенка и Invictus, а 2005. је освојио за филм Девојка од милион долара. Такође, освојио је и Златни Глобус 1989. године и бројне друге награде. Појавио се и у другим хитовима, као што су: Неопростиво, Слава, Робин Худ: Краљ лопова, Седам, Дубоки удар, Сви наши страхови, Свемогући Брус, У пауковој мрежи, Мрачни витез трилогију, Царско путовање, Лего... Познат је по свом дубоком и веома препознатљивом гласу; често је играо улоге бога у играним и документарним филмовима.

## Биографија

### Детињство и младост
Морган Фриман је рођен у Мемфису, Тенеси, 1. јуна 1937, од оца Моргана Портфилда Фримана Старијег и мајке Мејм Енде. Има још троје браће и сестара. Као мали, често се селио и живео је у Гринвуду, Мисисипи, па у Герију, Индијана и на крају у Чикагу, Илиноис.
Фриман је први пут глумио са осам година, у школској представи. Са 12 година победио је на државном драмском такмичењу, а током средње школе наступао је по радиодрамама у Нешвилу. Године 1955. одбио је стипендију драмске школе Универзитета у Џексону, одабравши уместо тога рад у америчком војном ваздухопловству.
Почетком 60-их преселио се у Лос Анђелес, где је радио као записничар на колеџу. У то време је боравио и у Њујорку, радећи као плесач на Светској изложби, и Сан Франциску, где је био члан музичке групе Опера Ринг.

### Каријера
Иако му је филмски деби био филм из 1971. године (Who Says I Can't Ride a Rainbow?), Морган Фриман је постао познат у америчким медијима кроз улоге у сапуници Another World и ПБС-овом дечјем шоу The Electric Company. Средином 80-их, Фриман се почео појављивати у познатијим споредним улогама, као што су возач Хоук у филму Возећи госпођицу Дејзи и војник Раулинс у филму Слава (оба из 1989). Године 1994. портретисао је Реда, затвореника који се искупљује за своја недела, у хваљеном филму Бекство из Шошенка. Статус звезде потврдио је у неким од највећих филмова 90-их: Робин Худ: Принц лопова, Седам и Дубоки удар. Године 1997, заједно са Лори МекКреј, основао је филмску продукцијску компанију Revelations Entertainment.
Фриман је препознатљив по свом специфичном гласу, што му је често доносило улоге приповедача. 2005. се појавио као приповедач два најуспешнија филма те године, Рат светова и документарцу награђеном Оскаром, Марш пингвина. Након 3 претходне номинације (за споредну улогу за филм Street Smart из 1987. и главне улоге у филмовима Возећи госпођицу Дејзи и Бекство из Шошенка) освојио је Оскара за најбољу споредну улогу у филму Девојка од милион долара.

### Приватни живот
Фриман је био у браку са Џенет Едер Бредшоу од 1967 до 1979. Године 1984 оженио је Мирну Коли-Ли. Има два сина из прошлих веза, од којих је један Алфонсо Фриман. Усвојио је ћерку своје прве жене, Дину, а пар има и четврто дете, Моргану. Фриман живи у Чарлстону, Мисисипи, и Њујорку. Има пилотску лиценцу за приватни авион и сувласник је ресторана Madidi и блуз-клуба Ground Zero у Кларксдејлу, Мисисипи.
Фриман је иступио против прославе месеца историје црнаца и не учествује у таквим догађајима, о чему је рекао:
Не желим месец историје црнаца. Историја црнаца је америчка историја.
Рекао је да је једини начин да се оконча расизам тај да се прекине причати о њему, те нагласио како не постоји „месец историје белаца”. Фриман је у интервјуу у емисији 60 минута рекао Мајку Валасу:
Престаћу те називати белцем, али замолићу и тебе да ме не називаш црнцем.

## Филмографија
| Улоге Моргана Фримана |                                   |                       |                                    |                           |
| Година                | Српски назив                      | Изворни назив         | Улога                              | Напомена                  |
| 1964.                 | Човек из залагаонице              |                       | пролазник                          |                           |
| 1966.                 | Човек звани Адам                  |                       |                                    |                           |
| 1968.                 |                                   |                       | Grand Central Commuter             |                           |
| 1971.                 |                                   |                       |                                    |                           |
| 1978.                 |                                   |                       | ујак Хамер                         |                           |
| 1980.                 |                                   |                       | Волтер                             |                           |
| 1981.                 |                                   |                       | Кларенс Колинс                     |                           |
| 1984.                 | Професори                         |                       | Ал Луис                            |                           |
| 1985.                 |                                   |                       | Чарлс Трогбер                      |                           |
| 1985.                 |                                   |                       | Чарли Вудс                         |                           |
| 1986.                 |                                   |                       | Лутер Џонсон                       |                           |
| 1987.                 |                                   |                       |                                    |                           |
|                       |                                   | др Ширард             |                                    |                           |
| 1989.                 | Слава                             |                       | старији водник Џон Ролинс          |                           |
| 1989.                 | Возећи госпођицу Дејзи            |                       | Хок Колберн                        |                           |
| 1989.                 |                                   | Џо Кларк              |                                    |                           |
| 1990.                 | Ломача таштине                    |                       | судија Лионард Вајт                |                           |
| 1991.                 | Робин Худ: Принц лопова           |                       | Азим                               |                           |
| 1992.                 | Неопроштено                       |                       | Нед Логан                          |                           |
| 1992.                 |                                   | Гил Пајт              |                                    |                           |
| 1993.                 |                                   |                       |                                    |                           |
| 1994.                 | Бекство из Шошенка                |                       | Елис Бојд „Ред” Рединг             |                           |
| 1995.                 | Седам                             |                       | детектив поручник Вилијам Самерсет |                           |
| 1995.                 | Смртоносни вирус                  |                       | бригадни генерал Били Форд         |                           |
| 1996.                 | Ланчана реакција                  |                       | Пол Шенон                          |                           |
| 1996.                 |                                   | Хибл                  |                                    |                           |
| 1997.                 | Амистад                           |                       | Теодор Џодсон                      |                           |
| 1997.                 | Пољуби девојке                    |                       | др Алекс Корс                      |                           |
| 1998.                 | Дубоки удар                       |                       | председник Том Бек                 |                           |
| 1998.                 | Јака киша                         |                       | Џим                                |                           |
| 2000.                 | Болничарка Бети                   |                       | Чарли                              |                           |
| 2000.                 | Под сумњом                        |                       | капетан Виктор Бенезет             |                           |
| 2001.                 | У пауковој мрежи                  |                       | др Алекс Корс                      | По књизи Прикраде се паук |
| 2002                  | Сви наши страхови                 |                       | Вилијам Кабот                      |                           |
| 2002                  | Злочин у високим круговима        |                       | Чарли Грајмс                       |                           |
| 2003.                 | Свемогући Брус                    |                       | Бог                                |                           |
| 2003.                 | Замка за снове                    |                       | пуковник Ејбрахам Керц             |                           |
| 2003.                 |                                   | свештеник Мајлс Еванс |                                    |                           |
| 2004.                 | Девојка од милион долара          |                       | Еди „Скреп ајрон” Дупри            |                           |
| 2004.                 |                                   | приповедач            |                                    |                           |
| 2004.                 | Талас преваре                     |                       | Волтер Круз                        |                           |
| 2005.                 |                                   |                       | Мич Бредли                         |                           |
| 2005.                 | Рат светова                       |                       | приповедач                         |                           |
| 2005.                 |                                   | приповедач            |                                    |                           |
| 2005.                 | Бетмен почиње                     |                       | Лушијус Фокс                       |                           |
| 2005.                 |                                   | Сем                   |                                    |                           |
| 2006.                 |                                   |                       | Ешфорд                             |                           |
| 2006.                 |                                   | Френк Карден          |                                    |                           |
| 2006.                 |                                   | Газда                 |                                    |                           |
| 2006.                 | 10 ствари или мање                |                       | лично                              |                           |
| 2007.                 | Свемогући Еван                    |                       | Бог                                |                           |
| 2007.                 | Гозба љубави                      |                       | Хари Скот                          |                           |
| 2007.                 | Нестала                           |                       | Џек Дојл                           |                           |
| 2007.                 | Листа последњих жеља              |                       | Картер Чејмберс                    |                           |
| 2008.                 | Мрачни витез                      |                       | Луцијус Фокс                       |                           |
| 2008.                 |                                   | Слоан                 |                                    |                           |
| 2008.                 | Љубавни гуру                      |                       | приповедач                         |                           |
| 2009.                 |                                   |                       | лично                              |                           |
| 2009.                 |                                   | Кејт Риплеј           |                                    |                           |
| 2009.                 | Пљачка Усамљене девојке           |                       | Чарли                              |                           |
| 2009.                 |                                   | Нелсон Мандела        |                                    |                           |
| 2010.                 | Ред                               |                       | Џо                                 |                           |
| 2011.                 |                                   |                       | наратор                            |                           |
| 2011.                 |                                   | наратор               |                                    |                           |
| 2011.                 |                                   | др Камерун Макарти    |                                    |                           |
| 2012.                 | Магија лепог острва               |                       | Монт Вајлдхорн                     |                           |
| 2012.                 | Успон мрачног витеза              |                       | Лусијус Фокс                       |                           |
| 2013.                 |                                   |                       | Тадиус Бредлеј                     |                           |
| 2013.                 | Заборав                           |                       | Малком Бич                         |                           |
| 2013.                 |                                   | Захарије              |                                    |                           |
| 2016.                 | Бен-Хур                           |                       | Шеик Илдерим                       |                           |
| 2017.                 | У Великом Стилу                   |                       | Вили                               |                           |
| 2018.                 | Крцко Орашчић и четири краљевства |                       | Дроселмајер                        |                           |
| 2021.                 | Телохранитељ мафијашеве жене      |                       | Мајкл Брајс старији                |                           |

## Серије
|  |  | др Рој Мингам |